# Apodrassodes mono
Apodrassodes mono är en spindelart som beskrevs av Müller 1987. Apodrassodes mono ingår i släktet Apodrassodes och familjen plattbuksspindlar. Inga underarter finns listade i Catalogue of Life.